# Knevel & Van den Brink
Knevel & Van den Brink was een praatprogramma van de Nederlandse Publieke Omroep en werd op de televisie uitgezonden door de Evangelische Omroep (EO). Het programma werd gepresenteerd door Andries Knevel en Tijs van den Brink. Het programma werd uitgezonden tijdens de zomerstop van Pauw & Witteman, op dezelfde tijd en zender (Nederland 1), en werd vaak ook met dat praatprogramma vergeleken. In 2014 was Knevel & Van den Brink voor het eerst ook te zien tijdens de winterstop van het programma Pauw & Witteman. Het werd in januari drie weken uitgezonden op voornoemd tijdstip. 
De eerste uitzending was op 30 april 2007. Het programma werd op werkdagen rechtstreeks uitgezonden op Nederland 1 vanaf circa 23.00 uur vanuit de EO-studio in Hilversum.
Net als in Pauw & Witteman werd in Knevel & Van den Brink gediscussieerd over actuele nieuwsonderwerpen met diverse gasten aan tafel, waaronder vaak een gast uit de politiek. Zowel Jeroen Pauw als Paul Witteman, alsook VARA-programmadirecteur Frans Klein bekritiseerden in het beginseizoen Knevel & Van den Brink omdat zij het zagen als nagenoeg een kopie van Pauw & Witteman.
Het praatprogramma had ook de internetrubriek Makkelijk praten achteraf. Op de website van het programma sprak Renze Klamer direct na de uitzending online na met de geïnterviewde gasten, veelal op een luchtige manier.
Knevel & Van den Brink moest in de zomer van 2014 stoppen, zo bepaalde Frans Klein, inmiddels NPO-televisiedirecteur. De laatste uitzending was op 29 augustus dat jaar. Het programma werd vervangen door Jinek, een praatprogramma van Eva Jinek.

## Gastpresentatoren
Enkele malen zijn Knevel en/of Van den Brink vervangen door gastpresentatoren c.q. copresentatoren, te weten:

### 2007
Tijdens het eerste seizoen (2007) waren de volgende vrouwen copresentatrice van het programma:
- Maandag: Daphne Deckers
- Dinsdag: Georgina Verbaan
- Woensdag: Miryanna van Reeden
- Donderdag: Esmaa Alariachi
- Vrijdag: Lucille Werner

### 2013
Tijdens het zevende seizoen (2013) nam vier weken lang een gastpresentator de plaats in van Andries Knevel of Tijs van den Brink, de eerste twee weken in plaats van Knevel, de tweede twee weken in plaats van Van den Brink. Onder hen waren bijvoorbeeld Wouter Bos, Kees Jansma, Johan Derksen, Leontien van Moorsel, Maarten van Rossem, Jan Marijnissen, Sabine Uitslag en Antoine Bodar.

## 1 Voor de Verkiezingen
Naar aanleiding van de Tweede Kamerverkiezingen van 2012 ging Knevel & Van den Brink een samenwerking aan met Pauw & Witteman, onder de naam 1 Voor de Verkiezingen.

## Seizoenen
- Seizoen 1: 30 april - 8 juni 2007.
- Seizoen 2: 19 mei - 6 juni en 11 augustus - 5 september 2008.
- Seizoen 3: 18 mei - 26 juni en 17 augustus - september 2009.
- Seizoen 4: 17 mei - 11 juni en 2 augustus - september 2010.
- Seizoen 5: 16 mei - 1 juli en 8 augustus - september 2011.
- Seizoen 6: 14 mei - 1 juni en 13 augustus - ... 2012.
- Seizoen 7: 6 januari - 24 januari 2014
- Seizoen 8: 26 mei 2014 - 29 augustus 2014